# Malebolge
Malebolge o Malasbolsas (fraudulentos) es parte del Octavo círculo del Infierno, la primera parte de la Divina comedia de Dante Alighieri.

## Características

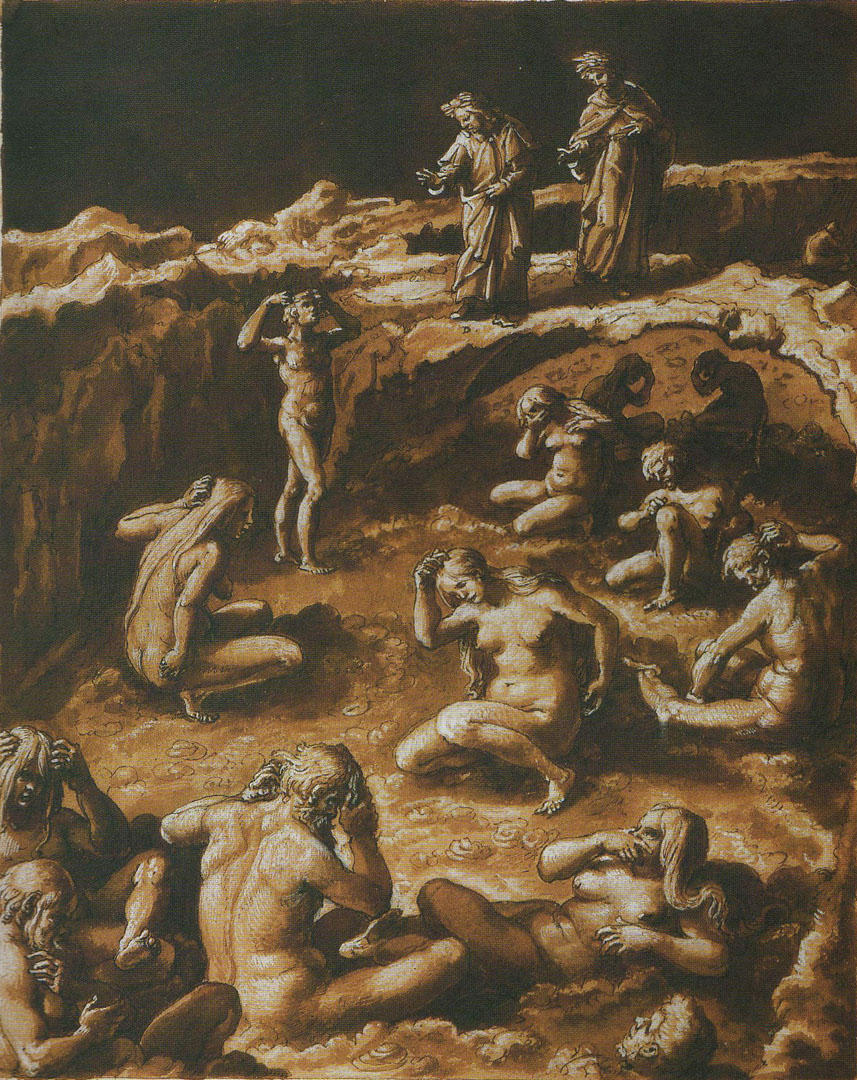
Pecadores en una de las bolgias, ilustración de Stradanus.

Se divide en diez fosos circulares y concéntricos, cada uno de los cuales se dedica al castigo de una especie de fraudulentos. Según las especies son:
1. Proxenetas y seductores.
2. Aduladores
3. Simoníacos.
4. Adivinos.
5. Malversadores.
6. Hipócritas.
7. Ladrones.
8. Falsos consejeros (los que hacen incurrir en fraude mediante consejos malintencionados).
9. Sembradores de la discordia (los que incitan a la guerra civil y la división religiosa).
10. Falsificadores.

## Descripción de las Fosas
- Primer recinto: Rufianes (proxenetas y seductores) marchan en líneas separadas en direcciones opuestas, golpeados por demonios con látigos (Dante hace aquí referencia al tráfico del Jubileo del año 1300 en Roma: manteniéndose a la derecha[1]). Dado que los rufianes y los seductores usaron la pasión de otros para llevarlos a donde querían, están ahora guiados por demonios a marchar por la eternidad.[1] En el grupo de los proxenetas, el poeta distingue a Venedico Caccianemico, quien vendió a su propia hermana a Obizzo II de Este. En el grupo de los seductores, Virgilio a Jasón, quien obtuvo la ayuda de Medea seduciéndola y casándose con ella, solo para después dejarla por Creúsa.[1] Jasón también sedujo a Hipsípila, pero "la abandonó, sola y embarazada"[2] (Canto XVIII).

- Segundo recinto: Aduladores, que son descritos con un lenguaje bajo y vulgar. Están inmersos en excrementos humanos, que representan las palabras que produjeron.[1] Dorothy L. Sayers, quien trabajó en la industria de la propaganda, comenta "Dante no vivió para ver el desarrollo de la propaganda política, publicidad comercial, y periodismo sensacionalista, pero preparó un lugar para ellos"[1] (Canto XVIII).

- Tercer recinto: Dante aquí expresa[3] su condena a los que cometieron la simonía. Están puestos con la cabeza hacia abajo (como en la pila bautismal), con llamas que les queman los pies. Uno de los simoníacos, el papa Nicolás III, denuncia a dos de sus sucesores, Bonifacio VIII y Clemente V, por la misma ofensa. La similitud con la fuente bautismal le da a Dante la oportunidad para limpiar su nombre de la acusación de daño intencionado a la fuente en la iglesia de San Giovanni dei Fiorentini[4] (Canto XIX).

- Cuarto recinto: Brujos, astrólogos, y falsos profetas tienen la cabeza torcida hacia atrás.[5] Dado que quisieron ver hacia adelante sin mirar el presente, ahora están obligados a no poder ver hacia adelante, solo hacia atrás.[6] En esta Bolgia, Dante ve a Anfiarao, Tiresias, Miguel Escoto, y Guido Bonatti, entre otros (Canto XX).

- Quinto recinto: Políticos corruptos están inmersos en brea hirviente, que representa los dedos sucios y oscuros secretos de sus tratos corruptos.[7] Los truhanes son los análogos políticos de los simoniacos, y Dante les dedica varios cantos a ellos. Son custodiados por diablos llamados Malebranche (malasgarras), que proporcionan una salvaje y satírica comedia negra. El líder de los Malebranche, Malacoda, les asigna una tropa a Virgilio y Dante para llevarlos a la siguiente Bolgia. La promesa de un salvoconducto a los poetas resulta ser una mentira, ya que los demonios se están aprovechando de ellos (y no hay "próximo puente"[8]), y entonces los poetas se ven obligados a trepar hacia la sexta Bolgia. (Canto XXI a XXIII).

- Sexto recinto: En la sexta Bolgia, los poetas encuentran a los hipócritas, que llevan aparentes capas doradas que resultan ser de plomo, de manera que los hacen andar inclinados bajo su peso. Se simboliza su falsedad contrastando la apariencia dorada que los hipócritas muestran, con un interior innoble, agobiado por los malos pensamientos. Dante habla con Catalano y Loderingo, dos frailes gaudentes, una orden que había adquirido reputación por no vivir de acuerdo con sus votos,[8] y que fue con el tiempo suprimida por el papa Sixto V. Una subcategoría particular de hipócritas está representado por los miembros del Sanedrín, que llevaron a Cristo a la muerte "en beneficio de todo el pueblo", pero causando la ruina de los judíos: con evidente contrapaso están crucificados en tierra, en medio del camino, de modo que los hipócritas que caminan por el círculo los pisan a su paso.

- Séptimo recinto: Dos cantos están dedicados a los ladrones, quienes están custodiados por el centauro Caco, que escupe fuego (en la mitología romana, Caco no era un centauro, sino un monstruo que tiraba fuego asesinado por Heracles). Los ladrones son perseguidos y mordidos por serpientes. El horror de la pena de los ladrones se revela poco a poco: al igual que robaron la sustancia de otras personas en vida, aquí ellos son objeto del robo de su propia identidad,[9] y al ser mordidos por una serpiente sufren una transformación. Vanni Fucci es convertido en cenizas y revivido, Agnello se mezcla con el reptil de seis patas que es Cianfia, y los cambios de Buoso forman las cuatro patas de Francesco: "El alma que se había hecho fiera / silbando huye por el valle, / y el otro tras de él hablando escupe."[10] (Cantos XXIV y XXV).

- Octavo recinto: En la octava Bolgia, se castiga a los consejeros fraudulentos, que andan revestidos en una llama que los abrasa. Ulises y Diomedes están aquí condenados por el engaño del caballo de Troya. Ulises también cuenta la historia de su final y último viaje (una invención de Dante), donde él dejó su hogar y familia para llegar al fin de la Tierra, siendo que se hundió junto a sus hombres al llegar al monte del Purgatorio. Guido da Montefeltro cuenta su consejo al papa Bonifacio VIII para capturar el fuerte de Palestrina, ofreciéndole a la familia Colonna que se encontraba adentro un falso armisticio, y arrasando el suelo cuando se rindieron. Guido se transformó en franciscano en 1296, y murió dos años después. Guido describe cómo vino San Francisco a llevar su alma al Cielo, pero un demonio pidió antes su alma. A pesar de que Bonifacio lo absolvió de sus pecados, Dante remarca la invalidez de esto, dado que la absolución requiere el arrepentimiento y un hombre no puede ser perdonado por un pecado, al mismo tiempo que desea cometerlo[11] (Cantos XXVI y XXVII).

- Noveno recinto: En la novena Bolgia, demonios con espada en mano dividen a quienes en vida dividieron a las personas.[12] Al curarse sus heridas, los demonios vuelven a lastimarlos. Dante encuentra a Mahoma, quien le dice que se cuide del cismático y hereje Fraile Dolcino. Dante describe a Mahoma como un cismatico,[12][13] que vio al Islam como una rama del Cristianismo, y de un modo similar Dante parece condenar a Ali por la división entre Sunitas y Chiitas. En este Bolgia, Dante encuentra también a Bertran de Born, quien lleva su cabeza en la mano, como castigo por (Dante cree) fomentar la rebelión de Enrique el Joven contra su padre Enrique II (Cantos XXVIII y XXIX).

- Décimo recinto: En la última Bolgia, están varios tipos de falsificadores (alquimistas, falsificadores, perjurios, e imitadores), quienes están enfermos.[14] La esposa de Putifar es mencionada aquí por su falsa acusación de José, al igual que Sinón, el espía griego que engañó a los troyanos a dejar entrar el caballo de Troya a la ciudad. En las notas de su traducción, Dorothy L. Sayers remarca que el descenso a través de las Malebolge "inicia con la venta de la relación sexual, y llega a la venta de la Iglesia y del Estado; ahora, el dinero está corrompido, cada afirmación es perjurio, y cada identidad una mentira;"[14] es decir cada aspecto de la interacción social se fue progresivamente destruyendo (Cantos XXIX y XXX).